# Șuțești (gmina)
Șuțești – gmina w Rumunii, w okręgu Braiła. Obejmuje miejscowości Mihail Kogălniceanu i Șuțești. W 2011 roku liczyła 4428 mieszkańców. 